# Franklin Albert Jones
Franklin Albert Jones (ou Adi Da Samraj, Da Free John) souvent appelé Adi Da (3 novembre 1939 – 27 novembre 2008),, est le leader d’un nouveau mouvement religieux aux États-Unis apparu au cours des années 1970 au sein de la contreculture de l’époque. Il est l'auteur de près d'une centaine de livres. Sa philosophie était inspirée des spiritualités orientales émergentes à cette époque,,,.
Ses méthodes et les controverses qu’elles ont soulevées en ont fait un des représentants les plus emblématiques de la figure du gourou occidental en Amérique du Nord. Il affirmait en particulier que la dévotion qu’on devait lui porter était le seul moyen d’obtenir l’illumination spirituelle. Son œuvre littéraire a cependant reçu autant de louanges de diverses personnalités (Elisabeth Kübler-Ross, psychiatre, écrivit une préface au livre Easy Death d’Adi Da en le présentant comme un chef-d’œuvre) que de critiques,,,,,,.
Au milieu des années 1980, les allégations d’abus sexuels, financiers et de « provocation intentionnelle d'une détresse émotionnelle » (la notion de manipulation mentale n'était pas encore très usitée) ont été abondamment couvertes par les médias en Amérique du Nord,,, contribuant à sa notoriété au-delà de son cercle d'adeptes, bien qu'il reste assez peu connu en Europe.

## Biographie
Franklin Albert est né le 3 novembre 1939 à  New York et fut élevé à Long Island. Son père était un commercial et sa mère était au foyer. Il participa aux activités de l’Église évangélique luthérienne pendant son adolescence et avait planifié, un temps, de devenir pasteur. Il obtint finalement une licence de philosophie en 1961 à l'université Columbia et une maîtrise de littérature anglaise à l'université Stanford en 1963,,. C’est à cette époque qu’il commença à consommer une grande quantité de drogues,. Une vision qu’il aurait eue à cette époque l’inspira à chercher un maître spirituel à New-York en 1964. Il devint alors un étudiant d’Albert Rudolph, un mentor spirituel assez populaire à l'époque dans Greenwich Village. Il épousa ensuite sa femme Nina avec laquelle il rejoignit l’église de scientologie. Un an plus tard, il quitta la scientologie, s’associa à Swami Muktananda,. Mais il fut vite déçu par son expérience et retourna à New York après un pèlerinage sur les sites d’apparitions mariales en Europe.

## Le gourou
En septembre 1970, il déclara avoir atteint l’éveil spirituel,,. Il ouvre alors sa maison d’édition, au départ appelée Ashram Books, plus tard Dawn Horse Books, à Los Angeles. Il commença à y donner des conférences. Son charisme y attirait un auditoire de plus en plus important,. Il faisait ses discours assis sur une estrade, couverte de fleurs et de tapis orientaux, alors que l’auditoire était assis par terre. Il devint ainsi le premier occidental à être connu pour l’enseignement de méditations orientales à l’époque. Avec l’augmentation de son public, il fonda le mouvement « The Dawn Horse Communion » (la communion du cheval de l’aube) en 1973. Il se sépara alors de Swami Muktananda tout en affirmant qu’il restait son maître spirituel. Il divorça également de Nina qui resta pourtant sa disciple.

## La période: ’’Les détritus et la déesse’’
C’est en 1973 qu’Adi Da commença à pratiquer ses méthodes qu’il appelait « la folle sagesse », dans l’esprit des pratiques de certaines écoles spirituelles indiennes utilisées pour éveiller l’attention du disciple. À cette époque, il appelait son enseignement « Les détritus et la déesse » (Garbage and the goddess). Il dirigeait une sorte de psychodrame sur la scène d’un « théâtre sexuel » qui était constitué principalement de sexualité de groupe, de tournages de films pornographiques et autres pratiques sexuelles. L’usage de drogues et d’alcool était également encouragé. Il présentait ce programme comme une tentative de renverser la morale conventionnelle et les contrats sociaux,, ce qui était perçu par certains, de l’extérieur de la communauté, comme une tentative de briser les repères de ses adeptes de manière qu’ils se soumettent à lui plus facilement,,,,,,. Il avait à l’époque au moins neuf partenaires sexuelles qu’il appelait ses « épouses », dont la playmate Julie Anderson dite Whitney Kaine Il encourageait la polygamie chez ses adeptes. Adi Da déménagea son groupe de 40 disciples sur l’île de Naitauba dans les Fidji en 1983 dont un de ses adeptes était propriétaire. Cette île fut sa résidence principale pendant le reste de son existence

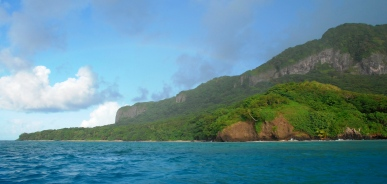
L'île de Naituba

## Les controverses
En 1985, les accusations d'abus de la part d'Adi Da ont commencé à attirer l'attention, Les journaux San Francisco Chronicle, San Francisco Examiner et Mill Valley Record parlaient de lui quotidiennement,,,,, les journaux télévisés et d'autres émissions l'évoquaient fréquemment,. Une émission en deux parties de NBC, en particulier, The Today Show, les 9 et 10 mai 1985, le plaça au devant de la scène médiatique.
Adi da et son organisation furent accusés de fraudes, d'emprisonnement, de provocation intentionnelle d'une détresse émotionnelle. Un procès qui devait faire monter les dommages et intérêts à 5 millions de dollars. Adi da prétendit qu'il s'agissait d'une conspiration pour obtenir de l'argent de lui. Un représentant officiel du mouvement déclara qu'il y avait bien eu des activités sexuelles controversées pendant la période "garbage and the goddess" mais plus ensuite. Plus tard, un autre déclara pourtant que les pratiques tantriques avaient toujours lieu, mais seulement en cercles restreints.
La plupart des procès furent abandonnés à la suite d'arrangements financiers ou autres.

## Les dernières années
Le 11 janvier 1986, Adi Da fit une sorte de dépression nerveuse qu'il présenta comme une "mort suivie d'une renaissance" et qu'il baptisa "l'émergence divine",. À partir de ce jour, il déclara qu'il suffisait, pour seule pratique spirituelle, de méditer sur sa photographie. En 2000, il prédit qu'il serait reconnu par le monde entier comme un être spirituel unique mais comme cela ne se produisit pas, il fit une nouvelle dépression. Ses disciples déclarèrent qu'il mourut d'un arrêt cardiaque le 27 novembre 2008,.

## Les sept étapes de la vie
Adi Da avait développé une théorie sur "les sept étapes de la vie" :
- Première étape—"individuation/développement physique"
- Seconde étape —"socialisation"
- Troisième étape —"intégration/développement mental"
- Quatrième étape —"spiritualisation/communion divine"
- Cinquième étape —"ascension spirituelle"
- Sixième étape —"s’établir dans la conscience"
- Septième étape —"Illumination divine, sortir de toutes les limitations égotistes"

Il prétendait alors être le seul à avoir atteint la septième étape.